# 特卡波嶺
77°30′S 168°52′E / 77.500°S 168.867°E
特卡波嶺（英語：Tekapo Ridge）是南極洲的山嶺，位於羅斯島，屬於凱爾山的一部分，長6公里，最高點是海拔高度2,200米的斯坎尼埃洛峰，以新西蘭地理委員會命名，現時由南極條約體系管理。